# Tephrina suleiman
Tephrina suleiman là một loài bướm đêm trong họ Geometridae.